# Close-Knit
Pour plus de détails, voir Fiche technique et Distribution.
Close-Knit (彼らが本気で編むときは、, Karera ga honki de amu toki wa) est un film japonais réalisé par Naoko Ogigami, sorti en 2017.

## Synopsis
Tomo, 11 ans, est abandonnée par sa mère. Elle est recueillie par Makio, son oncle, et sa petite amie, Rinko, une femme transgenre.

## Fiche technique
- Titre : Close-Knit
- Titre original : 彼らが本気で編むときは、 (Karera ga honki de amu toki wa)
- Réalisation : Naoko Ogigami
- Scénario : Naoko Ogigami
- Photographie : Kozo Shibasaki
- Montage : Shin'ichi Fushima
- Production : Masashi Igarashi, Kenzō Ishiguro et Noriaki Takagi
- Société de production : Dentsu, J Storm, Paradise Cafe, Parco Co. et Sony Music Entertainment
- Pays :  Japon
- Genre : Drame
- Durée : 127 minutes
- Dates de sortie : 
  -  Japon : 25 février 2017

## Distribution
- Mugi Kadowaki : Yuka
- Tōma Ikuta : Rinko
- Eiko Koike : Naomi
- Kenta Kiritani : Makio
- Lily : Sayuri
- Noriko Eguchi : Kanai
- Misako Tanaka : Fumiko
- Rie Mimura : Hiromi
- Tōru Shinagawa : Saito
- Shūji Kashiwabara : Yoshio
- Rin Kakihara : Tomo
- Fūto Takahashi : Rinko jeune
- Kaito Komie : Kai

## Distinctions
Le film a obtenu un prix spécial dans le cadre de la compétition pour le Teddy Award lors de la Berlinale 2017 et le prix du public au festival Queer Lisboa 2017.